# Diotyma

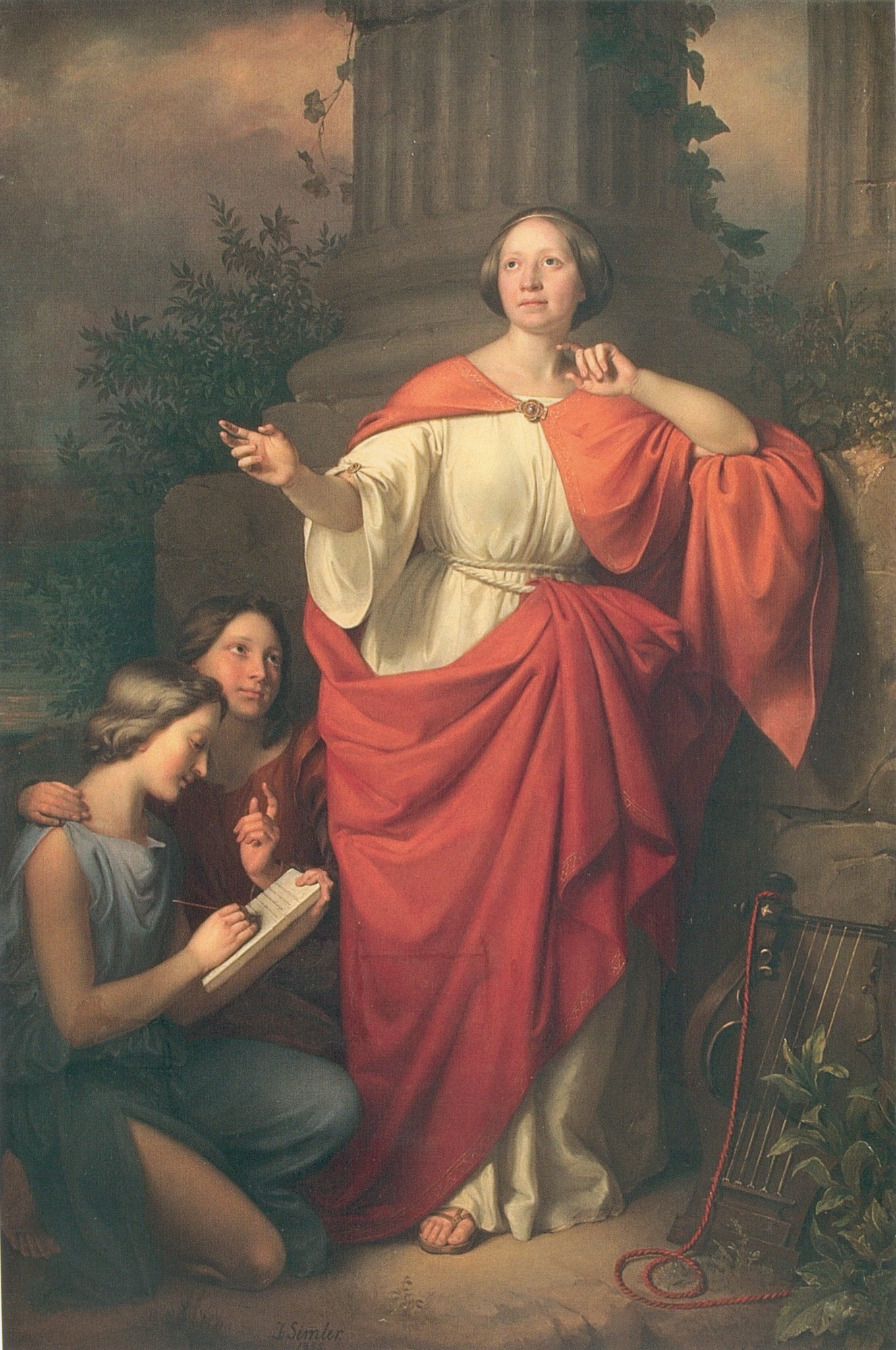
Portret Jadwigi Łuszczewskiej jako Deotymy, Józef Simmler, 1855

Diotyma z Mantinei lub Deotyma (gr. Διοτίμα, V w. p.n.e.), grecka filozofka. Żyła za czasów Sokratesa. Jej postać znana jest głównie dzięki umieszczeniu jej przez Platona w jego dialogu Uczta. Ponieważ jest to praktycznie jedyne dotyczące jej źródło, nie jest pewne, czy jest postacią historyczną, jednak prawie wszystkie postacie pojawiające się w Dialogach Platona były oparte na rzeczywistych osobach żyjących w starożytnych Atenach.
W „Uczcie“ Sokrates opowiada o niej jako o swojej nauczycielce, która przekazała mu naukę o pochodzeniu miłości – Erosa, który jest synem „dostatku i biedy“. Jej zdaniem miłość jest sposobem boskiej kontemplacji. Dla Diotymy najlepszym sposobem na miłość do drugiego człowieka jest kierowanie się boską miłością. Staje się to początkiem koncepcji miłości platonicznej. W prawdziwej miłości platonicznej piękno drugiej osoby pobudza umysł i duszę i kieruje uwagę do tego, co duchowe. Jest to proces, który od zauważenia czyjejś urody prowadzi do docenienia Piękna istniejącego w każdym człowieku, do pojęcia boskości jako źródła Piękna, do boskiej miłości.

## Tożsamość
Diotyma oznacza Uhonorowana przez Zeusa, jej rodzinne miasto Mantineja było starożytnym miastem na Półwyspie Peloponeskim i miejscem jednej z największych bitew podczas wojny peloponeskiej. W XIX i na początku XX wieku uważano, że Platon stworzył postać Diotymy w oparciu o życie Aspazji partnerki Peryklesa. Aspazja pojawia się jednak pod własnym nazwiskiem w dialogu Meneksenos, a niektórzy badacze przekonująco argumentują, że Platon nie używał fałszywych nazwisk, więc Diotyma może być postacią historyczną.

## Diotyma w „Uczcie” Platona
W dialogu Uczta Platona Sokrates przedstawia Diotymę jako kapłankę pochodzącą z Mantinei, posiadającą ogromną wiedzę na temat natury miłości (Erosa). Nie jest postacią pojawiającą się bezpośrednio w scenie dialogu, całą jej mowę przytacza Sokrates twierdzący, że to od niej nauczył się, czym naprawdę jest miłość. Pełni rolę nauczycielki filozofii miłości – to ona tłumaczy Sokratesowi, że Eros nie jest ani bogiem, ani śmiertelnikiem, ale pośrednim duchem (daimonem), który łączy ludzi z bogami i jest napędzany pragnieniem piękna i nieśmiertelności.
Diotyma w dialogu pełni funkcję symbolicznego przewodnika duchowego, gdyż rozumie prawdziwą naturę Erosa i „ucieleśnia” o nim wiedzę. Jej osoba służy Sokratesowi jako punkt odniesienia czy autorytet opowiadajac Agatonowi o Erosie, a Platonowi pozwala przekazać najgłębsze treści dialogu. Autor umieszcza jej mowę na końcu serii przemówień o Erosie, dzięki czemu jej głos wieńczy całą dyskusję i nadaje jej wymiar duchowy oraz metafizyczny. Jest literackim narzędziem Platona, pokazując dzięki niej, swoją własną koncepcję miłości i głębokich idei w sposób dialogiczny, ale z wycofaniem własnego głosu.
W Uczcie Platona poznajemy koncepcję duchowego rozwoju człowieka przez miłość, znaną jako „drabina miłości”.
Miłość ta według Diotymy może prowadzić duszę przez wymienione poniżej etapy rozwoju:

1. zauroczenie jednym pięknym ciałem 

Miłość zaczyna się od zauroczenia konkretną osobą - fizycznym pięknem ciała. To najbardziej naturalny i podstawowy etap, który opiera się na zmysłowym pożądaniu. Mimo, że jest to najniższy poziom, jest on potrzebny jako pierwszy impuls do dalszego rozwoju miłości.

2. Dostrzeganie piękna we wszystkich ciałach

W drugim etapie człowiek zaczyna zauważać, że piękno fizyczne nie jest czymś wyjątkowym i niepowtarzalnym, ale przejawia się w wielu ludziach. Miłość zaczyna obejmować piękno jako uniwersalna wartość, a nie wyłącznie jednostkowy przypadek.

3.Przeniesienie uwagi na piękno duszy

Kiedy zmysłowe zauroczenie przestaje wystarczać, człowiek zaczyna dostrzegać wyższy poziom piękna - nie tylko w ciele ale także i w duszy. Ceni już nie tylko wygląd, ale też sposób myślenia, wartości drugiego człowieka, mądrość czy charakter.

4. Uznanie wartości pięknych czynów i praw

Kolejnym krokiem jest miłość do sprawiedliwych praw, dobrych uczynków i harmonii wspólnoty. Miłość poszerza się poza jednostkę i zaczyna obejmować dobro wspólne.

5. Zainteresowanie wiedzą i mądrością

Człowiek zakochuje się w wiedzy jako takiej zaczynając poszukiwać prawdy, doceniać filozofię, naukę czy sztukę, czyli formy duchowego poznania. Eros staje się pragnieniem rozumienia i tworzenia duchowych wartości.

6. Kontemplacja samej Idei Piękna

Ostatni etap to poznanie Idei Piękna - absolutnego, wiecznego, niezależnego od ciał, rzeczy i ludzi. To byt doskonały, niezmienny i duchowy. Kto go osiągnie może „rodzić w pięknie" tworząc prawdziwą cnotę, wiedzę i duchowe dzieła.